# مرصد هاليكالا
مرصد هاليكالا (Haleakalā)، هو أول مرصد خاص بالبحوث الفلكية بجزيرة هاواي.  يقع المرصد على جزيرة ماوي و هي مملوكة من قبل معهد علم الفلك في جامعة هاواي. على ارتفاع أكثر من 3,050 متر (10,010 قدم) ، تقع قمة هاليكالا فوق ثلث التروبوسفير مما يجعلها ممتازة للرؤية الفلكية.

## معرض

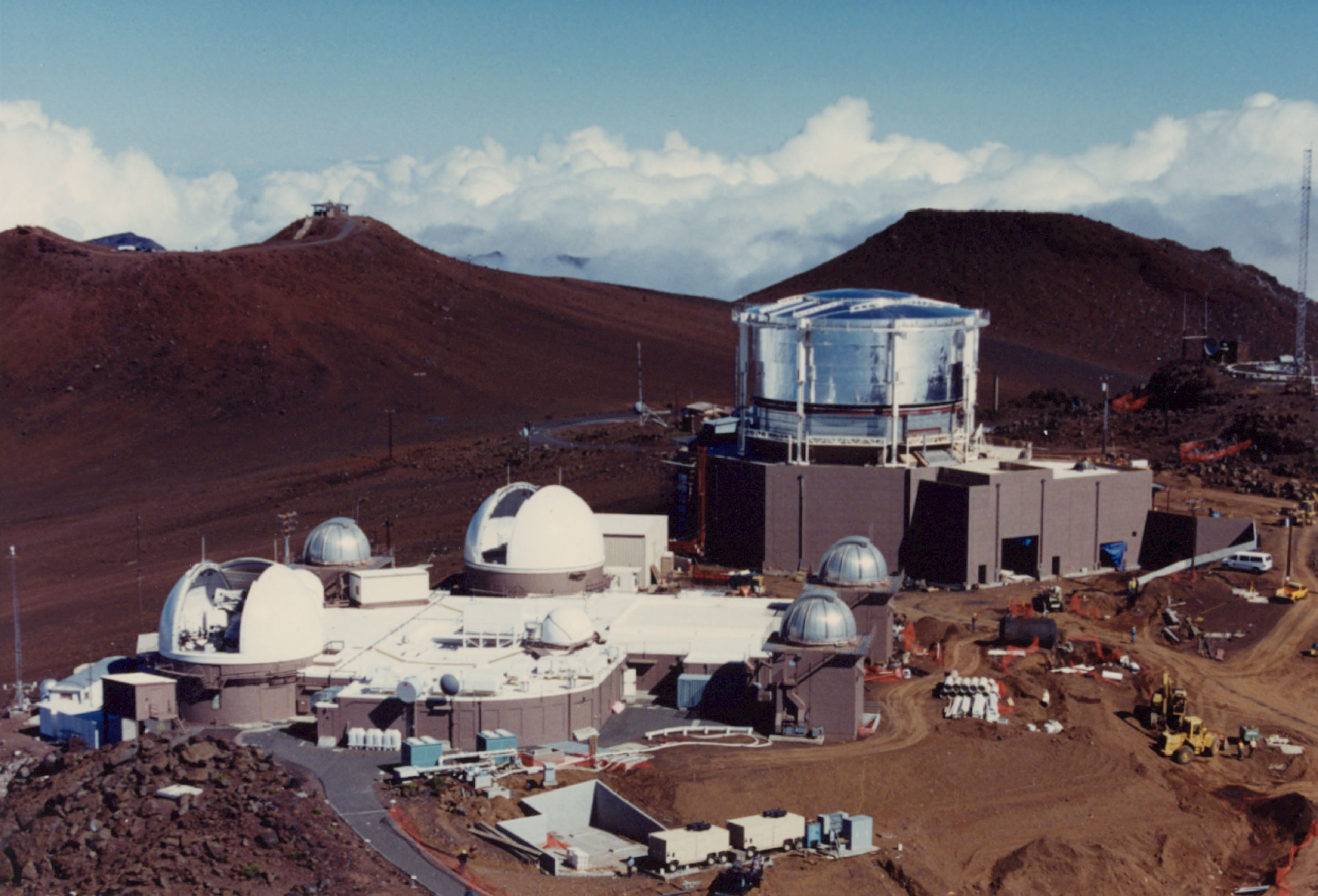
مرافق القوات الجوية من الغرب
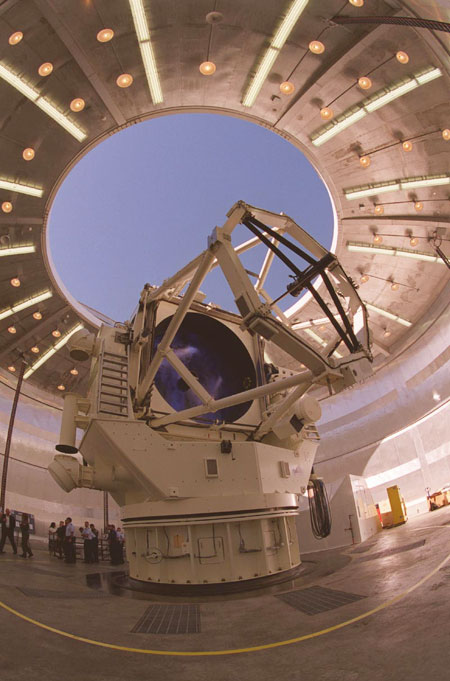
تلسكوب AEOS